# Ivan Cankar
Ivan Cankar (10. května 1876, Vrhnika, Rakousko-Uhersko – 11. prosince 1918, Lublaň, Království SHS) byl slovinský spisovatel, dramatik a básník.

## Životopis
Narodil se ve čtvrti Na klancu ve městě Vrhnika jako osmé dítě dělnicko-proletářské rodiny. Otec Jožef Cankar (1842–1914) pracoval jako krejčí, ale po otevření obchodu s konfekcí své konkurenci nestačil. Opustil rodinu a odešel pracovat do Bosny. Matka Neža roz. Pivk (1843–1897) jen velmi těžce uživila rodinu, měla štěstí, že jí při tom pomáhali místní páni. V roce 1882 začal Cankar chodit na základní školu. S pomocí místních hodnostářů se v roce 1888 úspěšně přihlásil na lublaňskou reálku.
Bydlel u otcova bratrance Šimna, ale později se od něj odstěhoval do levnějšího, protože neměl dost peněz. Přestože dost strádal, tu a tam odjel na prázdniny do Ptuje za příbuznými.
V roce 1896 úspěšně složil maturitní zkoušku a šel studovat architekturu do Vídně. Brzy si to ovšem rozmyslel a zapsal se na slavistiku. Tím ale ztratil stipendium 20 zlatých od kraňského zemního sboru. V roce 1897 se přestěhoval do Ptuje, protože mu umřela matka. Za čas se vrátil do Vídně, kde zůstal do roku 1909. Dva roky předtím se pokoušel uspět v politice, kandidoval za sociální demokraty, ale neuspěl. Po odchodu z Vídně žil v Sarajevu, u bratra – kněze, potom se natrvalo vrátil do Lublaně.
12. května 1913 měl v lublaňském Městském domě slavnou přednášku Slovinci a Jihoslované, ve které bránil jihoslovanské politické spojení. Kvůli tomu byl zatčen. Další rok byl opět zatčen, tentokrát ve Vrhnikách, kvůli údajným sympatiím k Srbům. Zavřeli ho na Lublaňský hrad a pustili až 9. října. Mezitím mu v srpnu zemřel otec. Rok poté odešel k vojákům do Judenburgu do Horního Štýrska, ale po měsíci ho museli propustit, kvůli nemoci.
V létě roku 1918 chvíli pobýval na Bledu, koncem října se vážně zranil pádem ze schodů. Pohřben je na lublaňských Žalech, stejně jako Josip Murn, Dragotin Kette a Oton Župančič.
Ivana Cankara řadíme mezi čtyři představitele slovinské moderny (vedle něho ještě J. Murna, D. Ketteho a O. Župančiče). Psát začal už na střední škole, básně uveřejňoval ve Vrtci a Lublaňském zvonu. Ve vídeňských letech spolupracoval s literárním kroužkem slovinských studentů, jehož členy byli mezi jinými také O. Župančič, F. Govekar, a F. Eller.
Cankar nejdříve psal realisticky, později se přesměroval k novoromantickým proudům, převážně k symbolismu a (na začátku) dekadenci. V roce 1899 vyšla sbírka básní Erotika a také sbírka črt Vinjete. Díky vydání Cankarovy Erotiky a Župačičově Číši opojnosti řadíme rok 1899 za začátek slovinské moderny. Cankar názvem sbírky rozbouřil slovinskou veřejnost. Tehdejší lublaňský arcibiskup Anton Bonaventura Jeglič nařídil skoupení všech výtisků a jejich spálení, to se také stalo, ale nemělo to většího významu, jelikož už v roce 1902 bylo natištěno a vydáno 2. vydání.
V roce 1900 se v dopise Zofce Kvederové zřekl dekadence, nadchl se pro sociálně angažovanou literaturu. Následující rok vyšla jeho satirická komedie Za narodov blagor, která odráží tehdejší politickou situaci ve Slovinsku. V roce 1902 vyšel román Na klancu, který je považován za Cankarovo nejobsažnější literární dílo, je věnován spisovatelově matce. Některé momenty jsou z autorova vlastního života, příběh pak popisu boj dělnické rodiny o přežití – z románu nejvíce vystupují prvky symbolizmu a také naturalistická idea o dědičném přeurčení, jedna kapitola je ovšem dekadenční. Ještě tentýž rok vyšlo první z řady politickách dramat, Kralj na Betajnovi.
V dílech Gospa Judit a Hiša Marije Pomočnice (obě 1904) jsou patrny poslední vlivy dekadenčního senzualismu a naturalismu. V roce 1907 pak jako program ke svojí předvolební kampani za Jihoslovanskou sociálnědemokratickou stranu napsal nejznámější povídku, Hlapec Jernej in njegova pravica o čeledínovi propuštěném po čtyřiceti letech služby, který se marně na různých místech dovolává svých práv a nakonec hospodářův statek zapálí. Přes volební neúspěch pokračoval v politickém dění, v podobě rozprav a přednášek – nejvíce známou přednášku měl v roce 1913 v Lublni, s názvem Slovinci a Jihoslované, ve kterém vyzval ke spojení všech jižních Slovanů v jednu zemi.
Cankarovo pozdní období stejně jako mnohé evropské spisovatele silně ovlivnila 1. světová válka. V Podobach iz sanj, svojí poslední sbírce črt, je vidět silný přechod k symbolistickému expresionizmu (zvláště črty Gospod stotnik, Konstanj popsebne sorte). Ivana Cankara mnozí[kdo?] prohlašují za největšího slovinského prozaika, spolu se Slavko Grumem je ovšem jedním z nejlepších slovinských dramatiků. Rok 1918, rok Cankarovy smrti, je považován za konec období slovinské moderny.
Po Cankarovi jsou pojmenovány kulturní instituce Cankarův dům v Lublani a Cankarův dům ve Vrhnikách, jeho jméno nosí mnohé ulice ve slovinských městech, je po něm pojmenována část lublaňského kopce Rožnik (Cankarův vrch).

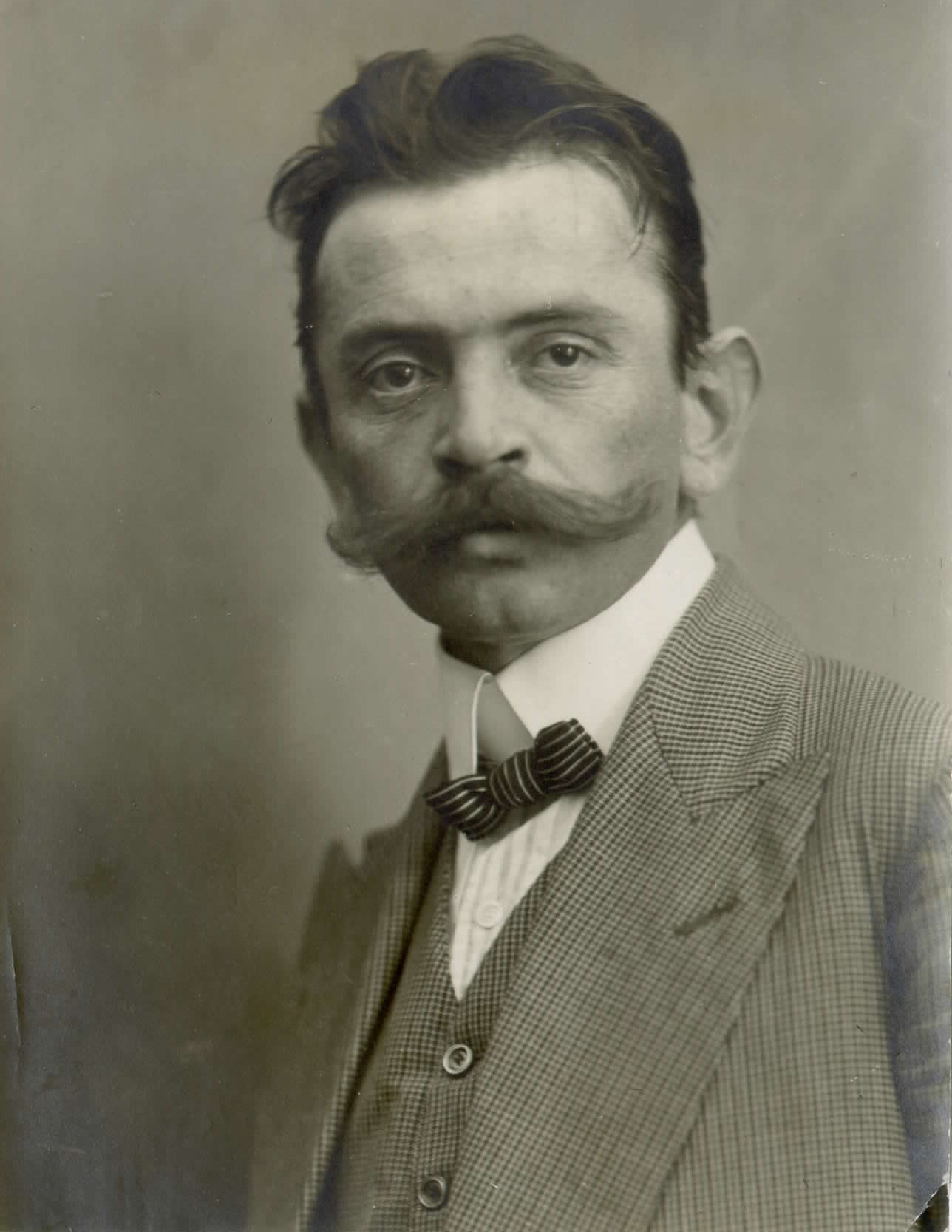
Ivan Cankar

## Dílo

### Poezie
- Erotika, 1899, 2. vydání 1902

### Próza
- Vinjete, 1899
- Knjiga za lahkomiselne ljudi , 1901
- Tujci, 1901
- Na klancu, 1902 (Na příkrých cestách, přel. Josef Tměj, Praha: Tiskový výbor ČSDSD 1906)
- Ob zori, 1903 (Na úsvitě, přel. Vojtěch Měrka, Prostějov: J. F. Buček 1925)
- Življenje in smrt Petra Novljana, 1903
- Gospa Judit, 1904 (Paní Judita, přel. Vojtěch Měrka, Prostějov: J. F. Buček 1918)
- Hiša Marije Pomočnice, 1904 (Dům Marie Pomocné, přel. Růžena Nasková, Praha: J. Otto 1911)
- Križ na gori, 1904 (Kříž nad horami, přel. Joža Mettlerová, Praha: Vilímkova knihovna 1910)
- Potepuh Marko in kralj Matjaž, 1905 (Tulák Marko a král Matyáš, přel. Joža Toucová-Mettlerová, Praha: Jos.R. Vilímek 1912)
- V mesečini, 1905
- Martin Kačur, 1906
- Nina, 1906 (Nina, přel. Vojtěch Měrka, Prostějov: J. F. Buček 1920)
- Smrt in pogreb Jakoba Nesreče, 1906
- Aleš iz Razora, 1907
- Hlapec Jernej in njegova pravica, 1907 (Čeledín Jernej a jeho právo, přel. Joža Toucová-Mettlerová, Praha: Jos.R. Vilímek 1912)
- Novo življenje, 1908
- Zgodbe iz doline šentflorjanske, 1908
- Kurent 1909 (Kurent, přel. Bohuš Vybíral, Praha: J. Otto 1911)
- Sosed Luka, 1909
- Za križem, 1909
- Tovariš Severin (Kamarád Severin, přel. Bohuš Vybíral, Praha: Jos. R. Vilímek 1911)
- Troje povesti, 1911 (Tři povídky, přel. Bohuš Vybíral, Praha: A. Neubert 1918)
- Volja in moč, 1911 (Vůle a moc, přel. Vojtěch Měrka, Prostějov: J. F. Buček 1917)
- Milan in Milena, 1913
- Podobe iz sanj, 1920 (Vidiny, přel. Bohuš Vybíral, Praha: A. Neubert 1920, přel. Viktor Kudělka, Praha: Odeon 1976)
- Mimo življenja, 1920
- Moje življenje, 1920 (Můj život, přel. Jan Severin 1926, Ostrava: Svět 1947)
- Grešnik Lenart, 1921

### Drama
- Jakob Ruda, 1901
- Za narodov blagor, 1901 (Pro blaho národa, přel. Zdenka Hásková, Praha: Tiskový výbor ČSDSD 1907)
- Kralj na Betajnovi, 1902
- Pohujšanje v dolini šentflorjanski, 1908 (Pohoršení v dolině svatoflorianské, přel.Jan Hudec, Praha: Zora 1926)
- Hlapci, 1910
- Lepa Vida, 1912
- Romantične duše, 1922

### Eseje
- Krpanova kobila, 1907
- Bela krizantema, 1910 (Bílá chrysantéma, přel. Vojtěch Měrka, Prostějov: J. F. Buček 1920)

## Česká vydání
- Výbor povídek (přel. Růžena Nasková, Praha: Jan Otto 1909)
- Na příkrých cestách (přel. Josef Tměj, Praha: ČSDSD, 1906)[1]
- Pro blaho národa: komedie ve 4 jednáních (přel. Zdenka Hásková, Praha: ČSDSD, 1907)
- Kříž nad horami: milostná příhoda (přel. Joža Mettlerová, Praha: J. R. Vilímek, 1910)
- Dům Marie Pomocné (přel. Růžena Nasková, Praha: J. Otto, 1911)[2]
- Kurent: starodávná povídka (přel. Bohuš Vybíral; úvod Josef Karásek, Praha: J. Otto, 1911)
- Kamarád Severin (in 1000 nejkrásnějších novel... č. 16, přel. Bohuš Vybíral, úvod František Sekanina, Praha: J. R. Vilímek, 1911)
- Tulák Marko a král Matyáš (přel. Joža Toucová-Mettlerová, Praha: J. R. Vilímek, 1912)
- Cizinci: román (přel. Karel Vondrášek, Praha: České slovo, 1913)
- Svaté přijímání a jiné příběhy (přel. Bohuš Vybíral, Praha: Antonín Svěcený 1914)
- Král Malchus a jiné povídky (přel. Karel Vondrášek, Praha: J. Bř. Hůrka 1918)
- Vidiny (přel. Bohuš Vybíral, Praha: Alois Neubert, 1920)
- Črty a povídky (přel. Bohuš Vybíral; výzdoba Karel Wellner, Přerov: Obzor, 1921)
- Čeledín Jernej a jeho právo (přel. Vojtěch Měrka, Prostějov: J. F. Buček, 1925)
- Na úsvitě (přel. Vojtěch Měrka, Prostějov: J. F. Buček, 1925)
- Pohoršení v dolině Svatoflorianské: žert ve třech dějstvích (přel. Jan Hudec, Praha: Zora, 1926)[3]
- Hoch viděl – Ivan Cankar (přel. Josef Hora, in: Hvězdy nad Triglavem: moderní poesie slovinská – vybrali a uspořádali Oton Berkopec a Josef Hora; doslov Oton Berkopec; přeložili Kamil Bednář, Jan Čarek, Josef Hora, František Nechvátal a Karel Nový, Praha: Melantrich 1940)
- Betajnovský král: hra o třech dějstvích (přel. Karel Hašler, Brno: Státní divadlo, 1952)
- Pro blaho národa: komedie o 4 dějstvích (přel. a úvod napsal Oton Berkopec; doslov: Antonín Dvořák; scénické návrhy provedl a poznámky ke scéně Stanislav Kolíbal, Praha: Orbis, 1956)
- Z Erotik (přeložili Jiří Wolker a Vojtěch Měrka, Ostrava, 1966)
- Vidiny (vybral a přeložil Viktor Kudělka, Praha: Odeon, 1976)
- Pro blaho národa: komedie ve čtyřech dějstvích (překlad a poznámky Radek Novak, Praha: Emona Servis, 2010)